# Nevenkoelebosgroeve

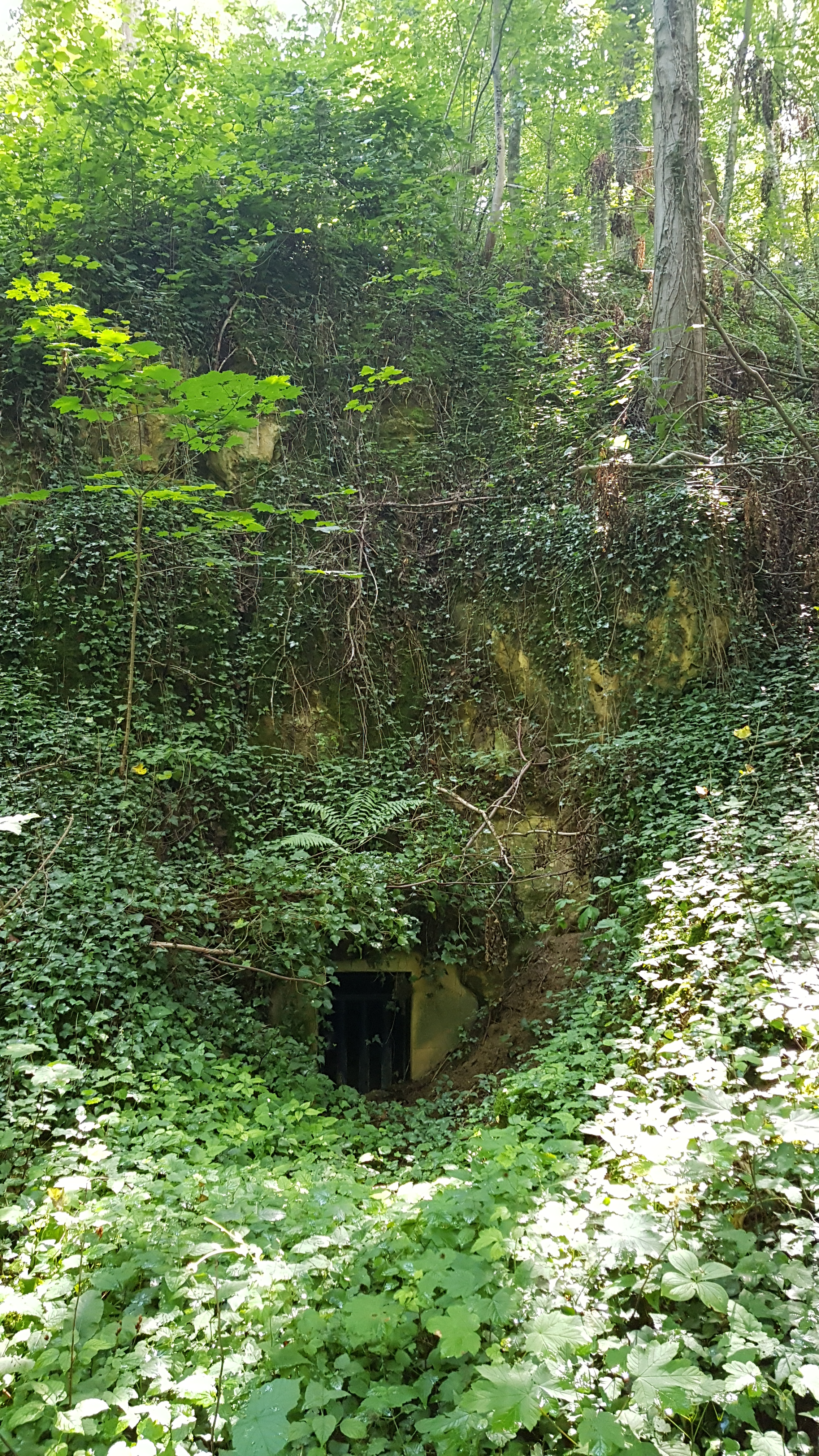
Nevenkoelebosgroeve

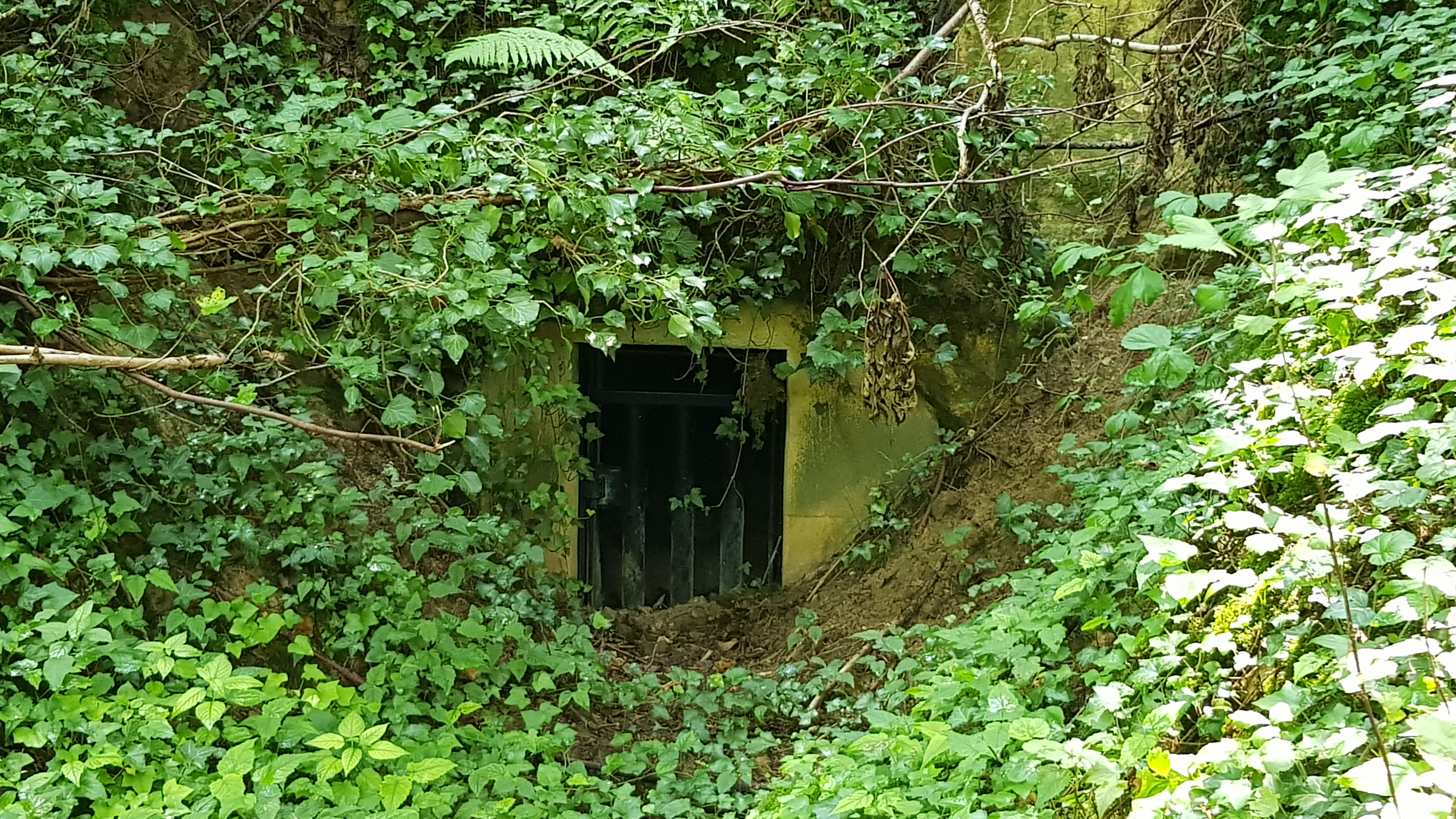

De Nevenkoelebosgroeve of Nevenkoeleboschgroeve is een Limburgse mergelgroeve in de Nederlandse gemeente Eijsden-Margraten. De ondergrondse groeve ligt ten noordoosten van Bemelen in het droogdal Koelbosgrub nabij de Koelebosweg. De groeve ligt aan de westzijde van het Plateau van Margraten in de overgang naar het Maasdal. De groeve ligt in het gebied van Bemelerberg & Schiepersberg.
Op ongeveer 80 meter naar het noordoosten ligt de naburige Koelebosgroeve, op ongeveer 300 meter naar het zuidwesten ligt de Gasthuisdelgroeve en ongeveer 250 meter naar het westen ligt de Cluysberggroeve.

## Geschiedenis
De groeve werd door blokbrekers ontgonnen voor de winning van kalksteenblokken.

## Groeve
De Nevenkoelebosgroeve bestaat uit een bouwvallige 30 meter lange gang en heeft een kleine ingang (een kruipgat).
De ingang is afgesloten, maar zodanig dat onder andere vleermuizen de groeve wel kunnen betreden.